# 20-yard shuttle
Le 20-yard shuttle est un exercice réalisé par les joueurs de football américain lors du NFL Scouting Combine afin d'évaluer leur rapidité et leur capacité à changer de direction rapidement.
Il consiste à effectuer un sprint de 20 yards entrecoupé de deux changements inverses de direction.
Le coureur part d'une ligne verticale du terrain. Il court sur une distance de 5 yards et touche au sol la ligne verticale suivante. Il repart ensuite en sens inverse courant sur une distance de 10 yards, touche la ligne verticale au sol et repart à nouveau dans le sens inverse pour rejoindre la ligne verticale de départ (sur une distance de 5 yards),.
Cette « navette » de 5-10-5 yards permet d'évaluer le centre de gravité des joueurs. Le record est de 3,81 secondes réalisé par Jason Allen en 2006 et par Brandin Cooks en 2014.